# Ash of Gods: Redemption
Ash of Gods: Redemption — фэнтезийная компьютерная игра, разработанная студией AurumDust. Проект вобрал в себя элементы различных жанров, включая визуальный роман, rogue-like RPG, пошаговую стратегию и карточную игру.
Разработчик и издатель игры студия AurumDust , игра вышла 23 марта 2018 года.
На платформах Windows, OS X.
Игра выдержана в стилистике «тёмного фэнтези», в средневековом сеттинге (мир Ash of Gods эквивалентен по своему технологическому развитию и моральному укладу жизни Западной Европе эпохи Высокого Средневековья — XI—XIV вв. нашей эры).
Автором сценария игры является популярный российский писатель-фантаст Сергей Малицкий.

## Игровой процесс
Сюжет подаётся в формате визуального романа, с классическим для них нелинейным развитием истории. Сюжет определяется на основе совершённых игроком действий и выбранных реплик. Характерное отличие от прочих игр этого жанра — продолжение истории после возможной смерти протагониста.
Сражения реализованы в виде пошаговых боёв в изометрической проекции. Ключевой особенностью боевой системы является использование в качестве «расходника» для умений не только энергии, но и здоровья персонажа. Вместе с тем, игрок может воспользоваться «колодой карт», являющейся аналогом очень сильных заклинаний. Формирование колоды, выдача карт «на руки» в бою и их применение во многом схожи с классическими коллекциоными карточными играми. Так, полученные в начале боя карты часто определяют стратегию игрока, а персонажи на поле боя — тактику. Помимо одиночной кампании в игре заявлены PvP и PvE мультиплеерные режимы.
По своей механике и визуальному воплощению игра схожа с The Banner Saga от Stoic Studio.

## Сюжет
В мире под названием Терминум игроку предстоит взять на себя управление несколькими группами персонажей, каждую из которых возглавляет один из ключевых протагонистов. Их трое: отставной капитан королевской гвардии Торн Бренин, странствующий целитель Хопер Рули и профессиональный наёмник Ло Фенг. Эти герои оказались на пороге событий, грозящих перерасти в конец всей цивилизации.
Повествование в Ash of Gods построено на череде моральных выборов, где каждое принятое игроком решение существенным образом влияет на дальнейшее развитие событий. Ключевым аспектом является принцип «меньшего» зла — игроку придётся постоянно выбирать между сиюминутной выгодой, которая может обернуться неприятными событиями в дальнейшем, и жертвой, которая, напротив, облегчит прохождение одного из следующих эпизодов.
На сайте разработчика опубликованы главы из романа Сергея Малицкого, послужившего литературным первоисточником для сценария игры. В них рассказывается о том, как подошёл к предстоящему приключению каждый из главных героев истории.

## Разработка
Разработка Ash of Gods началась в 2016 году, но, по словам лидера AurumDust Николая Бондаренко (ранее работавшего в таких компаниях, как Streko-Graphics, TvxGames, GameNet), концепция игры, построенной на разветвлённой системе моральных выборов, была придумана им несколькими годами ранее. Замысел развивался и дорабатывался на протяжении нескольких лет, однако различные причины (от мирового финансового кризиса до внутренних колебаний автора) мешали его реализации.
Как говорит Николай Бондаренко, источником вдохновения для визуального стиля игры послужили классические ленты Disney: «Fire and Ice» и «Lord of the Rings», а также такие мультипликационные картины студии «Союзмультфильм», как «Снежная королева» (1957) и «12 месяцев» (1956).

## Боевые классы
На данный момент на сайте разработчика заявлены следующие классы персонажей:
- Мечник
- Копейщик
- Боец
- Страж
- Монах
- Храмовник
- Убийца
- Лучник
- Колдун

## Музыка
Музыкальное сопровождение для Ash of Gods создают профессиональные игровые композиторы: Адам Скорупа, Кшиштоф Вежинкевич и Михаль Чилецки, авторы музыки к Max Payne, Painkiller, The Witcher, EVE Online и Shadow Warrior 2.